# Suzuki
För den pedagogiska metoden, se Suzukimetoden.
Suzuki Motor Corporation (japanska: スズキ株式会社, Suzuki k.k.), ursprungligen Suzuki Loom Works, är en japansk multinationell motor- och fordonstillverkare, grundad 1909 av Michio Suzuki, då som vävstolstillverkare och med huvudkontor i Hamamatsu. Suzuki är den fjärde största japanska biltillverkaren, efter Toyota, Honda och Nissan.

## Modeller

### Motorcyklar

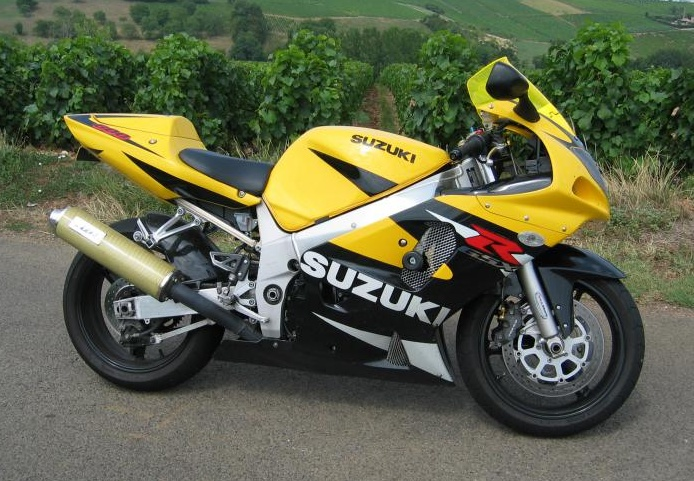
Suzuki GSX-R 600, årsmodell 2001.

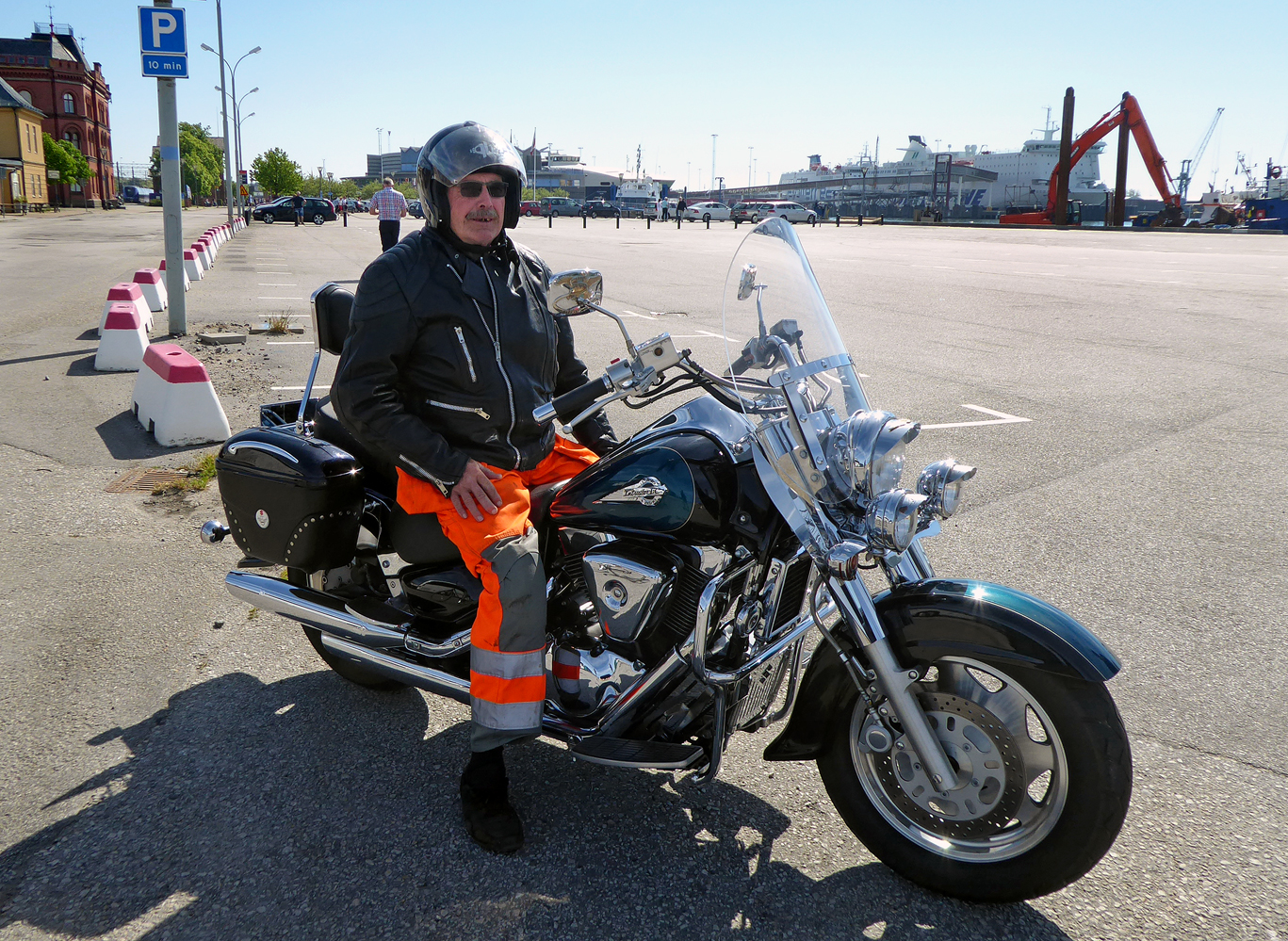
Suzuki VL 1500 Intruder LC. Ystad 2017.

Se även Lista över Suzukis motorcykelmodeller

#### Tvåtaktare
Suzuki började tillverka cykelmotorer 1952 och hade år 1954 sextusen tillverkade motorcyklar per månad. Under 1960- och 1970-talen var Suzuki känt för sina tvåtaktare. Först kom T-serien med tvåcylindriga motorer, till exempel T20 (250cc) och T500 (500cc). T-serien följdes av GT-serien med 2- och 3-cylindriga motorer. Till exempel var GT250 efterföljare till T20, och T500 följdes av GT500. GT-seriens trecylindriga modeller utgjordes av GT380, GT550 samt GT750. GT750 var Suzukis första vattenkylda motorcykel.
Trots att motorcyklar med fyrtaktsmotor hade blivit dominerande under senare delen av 1970-talet, fortsatte man hos Suzuki med tvåtaktare under 1980-talet med RG-modellerna. RG 500 var den största och hade en mycket avancerad tvåtaktsmotor, en vätskekyld så kallad kvadratfyra med två vevaxlar och slidmatning. Suzukis tvåtaktare fick ett gott anseende tack vare att de ansågs ha en bättre tillförlitlighet än konkurrenterna[källa behövs]. De flesta av Suzukis tvåtaktsmotorcyklar är idag eftertraktade av samlare och entusiaster[källa behövs].

#### Wankel
I början av 1970-talet var wankelmotorn på modet. Många bil- och motorcykelfabrikanter tog fram modeller med wankelmotorer. Den motorcykelfabrik som satsade mest på wankelmotorn var Suzuki. Suzuki RE5 (500 cm3 tvåskivig wankel) fick ett gott mottagande i motorpressen. Motorn hade en silkeslen gång och goda prestanda. Modellen blev dock en försäljningsmässig flopp – trots ihärdig marknadsföring tvingades Suzuki att lägga ner modellen.

#### Fyrtaktare
Efter fiaskot med wankelmotorn insåg Suzuki att man måste ta fram en fyrcylindrig fyrtaktare. 1976 var GS750 klar, fabrikens första fyrtaktsmodell. Den hade dubbla överliggande kamaxlar och två ventiler per cylinder. Senare följdes den av GS500 och GS1000. Utmärkande för dessa modeller var god tillförlitlighet och goda vägegenskaper. GS850G var Suzukis första motorcykelmodell med kardan. Den följdes så småningom av GS1000G.
1979 kom GSX1100E, en moderniserad och förstorad variant av GS1000. Med sin 16-ventilsmotor var den modern för sin tid. Tack vare en speciell utformning av förbränningsrummen (TSCC - Twin Swirl Combustion Chamber) fick modellen god bränsleekonomi och hög prestanda. Modellen blev en stor succé, under några år på 1980-talet var modellen den mest sålda superbiken i Sverige. GSX1100S (Katana) var en aggressivt designad variant i serien. Senare utökades GSX-serien med mindre modeller, till exempel GSX750 och GSX550. Motorerna hos de tidiga GSX1100-modellerna hade synnerligen god hållbarhet. Detta berodde delvis på motorernas relativt enkla konstruktion. Motorernas rullagrade vevaxlar ställde till exempel inte lika höga krav på smörjsystemet som konkurrenternas glidlagrade. GSX1100-motorerna har använts flitigt i bland annat i dragracing.
I mitten av 1980-talet lanserades GSX-R-serien där Suzuki var pionjärer när det gällde att tillverka och sälja motorcyklar för gatubruk som direkt hämtade teknologi från roadracing-maskiner[källa behövs]. Denna modellserie har varit mycket framgångsrik och tillhör toppskiktet bland försålda modeller än idag[källa behövs].
Suzuki tillverkar även custommotorcyklar av modellerna Intruder och Marauder.

### Bilar

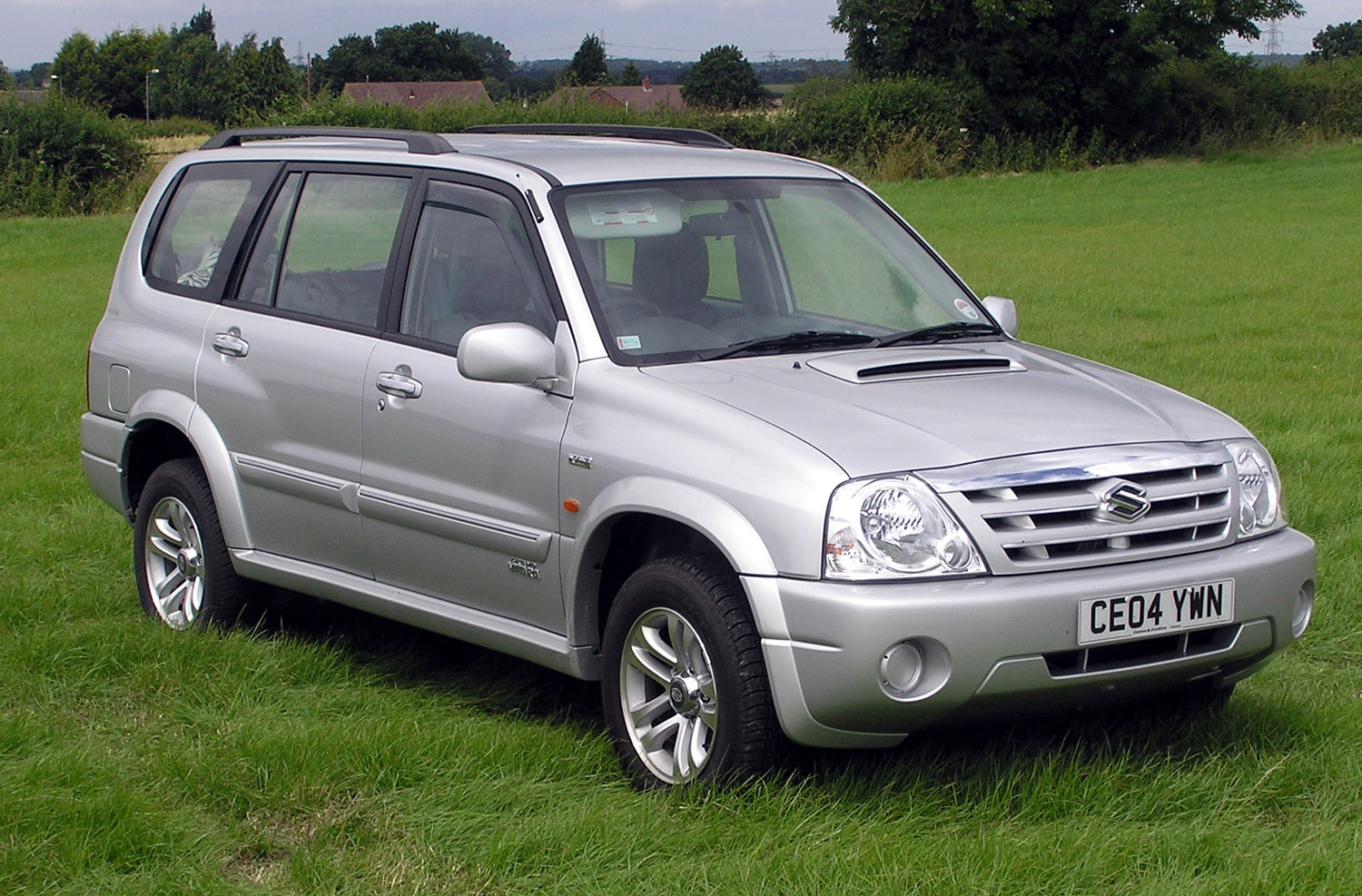
Suzuki Grand Vitara.

Suzuki, som är Japans fjärde största biltillverkare, har fabriker i Östasien, Indien, Pakistan och Ungern. På den svenska marknaden kom de första Suzukibilarna våren 1982, när Lastvagnsbolaget i Göteborg började importera den lilla Suzuki LJ 80. Suzuki slog först igenom senare på 1980-talet med "budgetjeepen" Suzuki Samurai och den större småbilen/ mindre mellanklassbilen Suzuki Swift. Andra modeller är SUV-modellen Suzuki Grand Vitara och småbilen Suzuki Alto. Den nya modellen Suzuki SX4 är en kompakt SUV i golfklassen.
Suzuki hade 2009-2015 samarbete med tyska Volkswagen AG, som ägde drygt en femtedel av Suzukis aktier, och har tidigare även ingått allians med General Motors, som köpte en femtedel av dess aktier vid millennieskiftet 2000, men sålde dem 2006 och 2008.

## Övrigt
Suzuki tillverkar även minibussar och lastbilar, 4-hjuliga motorcyklar, fordon för rörelsehindrade, motorer till snöskotrar (Arctic Cat) och utombordsmotorer för båtar.

## Tävlingsverksamhet

### Roadracing
Suzuki är aktiva med team både i MotoGP (Rizla Suzuki) och i världsmästerskapet i Superbike.

#### MotoGP/500GP
I MotoGP har man inte nått några större framgångar sedan klassen gick över till fyrtaktsmotorer. Första seger sedan Sete Gibernaus tvåtaktsviktoria i Barcelona 2001 kom genom Chris Vermeulens seger på Le Mans 2007. Under tvåtaktseran (då klassen kallades 500GP) tog man VM-guld år 2000 genom Kenny Roberts Jr. Kevin Schwantz är vid sidan av Roberts Jr den mest kända av Suzukis GP-förare. Schwantz blev världsmästare 1993. 2008 års besättning var australiensaren Chris Vermeulen och italienske veteranen Loris Capirossi. 

#### Superbike
I Superbike har man varit mer framgångsrika med teamet Alstare Suzuki under ledning av Francis Batta. År 2005 tog Troy Corser VM-guld för Altare Corona Suzuki-teamet medan teamkompisen Yukio Kagayama tog 5:e platsen. 2006 slutade Corser 4:a i VM medan Kagayama blev 7:a. 2007 hade Corser ersatts med MotoGP-veteranen Max Biaggi. Biaggi slutade trea i VM 2007 och lämnade sedan teamet för att ersättas av två förare vid sidan av Kagayama, Fonsi Nieto och Max Neukirchner. Nieto vann ett av tävlingsheatet i säsongspremiären 2008.

### Rally
2008 gjorde Suzuki debut i Rally-VM. Detta i Monte Carlo-rallyt och förarna av de två bilarna var svenske Per-Gunnar Andersson och finske Toni Gardemeister. Modellen som Suzuki byggt sin WRC-bil på är den nya Suzuki SX4. WRC-bilen är inte färdigutvecklad och är ännu inte konkurrenskraftig i högsta nivån. I första deltävlingen där Andersson gjorde sin debut i större sammanhang slutade han på 8:e plats medan Gardemeister hade mycket problem under tävlingen.  I årets andra deltävling tog teamet en sjunde plats genom Gardemeister medan Andersson bröt med motorhaveri.